# Ляховка (Барышский район)
Ляховка — село в Барышском районе Ульяновской области. Входит в состав Измайловского городского поселения.

## География
Населённый пункт расположен в 26 километрах к северо-западу от города Барыш — административного центра района. Расстояние до Ульяновска — 138 километров.

### Часовой пояс
Ляховка, как и вся Ульяновская область, находится в часовой зоне МСК+1. Смещение применяемого времени относительно UTC составляет +4:00.

## История
В конце XVII века синбиренин Алексей Ляхов получил здесь поместную землю. В 1695 году здесь же был ещё помещик, синбиренин Максим Давыдов Растовский променявший потом эту землю синбиренину Степану Васильеву Дурасову. В 1792 году премьер-майор Дмитрий Евлашев продал жене ст. сов. Авдотье Ивановне Татищевой.
Во время генерального межевания (1796 г.), село Ляховка, так и смежная с ней Моховая поляна, принадлежали помянутой Авдотье Ивановне Татищевой; у ней было здесь 1390 дес. 467 саж. земли и 151 муж. и 139 жен. (44 двора). Ей наследовала дочь, княгиня Елизавета Ростиславовна Вяземская, за которой числилось, в 1845 году, уже 2410 дес. 742 саж. земли, а село состояло из 81 двора, с 264 муж., 314 жен. крестьян; в настоящее же время внук её, дворянин Юрий Андреевич Нечаев, владеет, за наделом, 2039 дес. 1276 саж. земли.
В 1796 году при Ляховке были ещё помещики: 1) капитанша Наталья Петровна Маслова, имевшая 30 муж. и 20 жен. (11 дворов); 2) гвардии вахмистр Сергей Васильевич Мокеев - 40 и муж., 41 жен. (5 дворов) и 3) над. сов. Андрей Иванович Нечаев - 6 муж., 5 жен. (4 двора); всем им принадлежало нераздельно около 1000 десятин земли. Сведений о дальнейшей судьбе этих небольших имений не имеется. В 1845 году, при специальном межевании, помянутых помещиков уже нет, а кроме княгини Вяземской числился только шт. ротм. Владимир Андреевич Марков; он имел здесь лишь 53 дес. 315 саж. после его смерти этот участок, за отсутствием наследников, "лежал впусте" и в 1878 году перешел в казну, как выморочное именье.
При освобождении крестьян от крепостной зависимости (1861), общество, бывших княгини Вяземской, получило, на 239 душ в надел, 727 дес. удобной земли (усадебной 41 дес. 919 саж., пашни 647 десят. 1024 саж., и лесу 38 дес. 457 саж.) Тогда было в с. Ляховке 76 дворов, а в настоящее время их 156 и 930 человек (448 муж. и 482 жен.) жителей.
В селе Ляховке были две церкви: одна деревянная, во имя Знаменья Господня, построенная, как значится по клировым ведомостям, в 1705 году, усердием помещика кол. асс. Захара Петровича Евлашева; другая каменная, во имя нерукотворенного Спаса, построена в 1830 году иждивением княгини Елизаветы Ростиславовны Вяземской.
Церковно-приходская школа открыта здесь в 1889 году. Кроме крупного помещика, Ю. А. Нечаева, при Ляховке, в настоящее время, состоит много мелких владельцев, преимущественно из местных, купивших небольшие лесные участки у прежних собственников, именно: 1) крестьяне Кузьма Иванов и Дементий Кузьмин Божедомовы имеют, в двух верстах от села, хутор, на участке в 125 дес. 2264 саж. земли; 2) у Макара Евграфова Евграфова - 20 десятин; 3) крестьянин Петр Федоров Подсевалов купил 15 десятин; 4) крестьяне Василий Константинов Барашев и Егор Иванов Данилин приобрели по 10 десятин лесу; 5) крестьянин Афонасий Иванов Данилин имеет 14 десятин; 6) крестьянин Леонтий Иванов Мельников - 9 десятин лесу и 7) у крестьянина Павла Андреева Спиридонов.
До 2005 года являлось административным центром и единственным населённым пунктом ныне упразднённого Ляховского сельсовета.

## Население
| 2010 |
| ---- |
| 96   |

Согласно статистическим данным, в 1913 году в селе было 80 дворов, проживало 495 жителей. Население в 1996 году — 235 человек.

## Инфраструктура
Село разделено на четыре улицы (Заречная, Молодёжная, Новая, Центральная) и один переулок (Центральный).